# Скалабрини, Джованни Баттиста
Святой Джова́нни Батти́ста (Иоа́нн Крести́тель) Скалабри́ни (итал. Giovanni Battista Scalabrini, 8 июля 1839, Фино-Морнаско, Ломбардо-Венецианское королевство — 1 июня 1905, Пьяченца, Эмилия-Романья) — епископ Пьяченцы с 1876 года до своей смерти.
Канонизирован в 2022 году папой Франциском.

## Биография
Рукоположён в сан священника 30 мая 1863 года, в сан епископа — 30 января 1876 года кардиналом Алессандро Франки. Назначен на должность ординария города Пьяченца. Вскоре он основал орден миссионеров Святого Карло Борромео (ныне их называют скалабринианцами) и Итальянское общество святого Рафаэля. В 1887 году основал католическое движение «Католическая Акция», в 1895 году — женскую монашескую конгрегацию «Сёстры миссионерки Карла Борромео». Миссией основанных им организаций была пастырская помощь мигрантам в портах отплытия и прибытия судов во время массовой итальянской эмиграции на рубеже XX века. Занимался в своей пастырской работе итальянскими мигрантами, беженцами и перемещёнными лицами.
В 1901 году епископ посетил своих миссионеров в США, и был принят президентом Теодором Рузвельтом в Белом доме.

## Почитание
Папа Иоанн Павел II беатифицировал Скалабрини 9 ноября 1997 года. Папа Франциск причислил его к лику святых на мессе на площади Святого Петра 9 октября 2022 года вместе с Артемиде Дзатти.
День памяти — 1 июня.